# اچ‌ام‌اس گلوری (آر۶۲)
اچ‌ام‌اس گلوری (آر۶۲) (به انگلیسی: HMS Glory (R62)) کشتی که طول آن ۶۹۵ فوت (۲۱۲ متر) می باشد.این کشتی در سال ۱۹۴۳ ساخته شده است.